# 574506 Soproniliceum
574506 Soproniliceum este o planetă minoră (asteroid) din centura de asteroizi. A fost descoperită pe 8 august 2004 la Piszkéstetői Obszervatórium⁠(d) de . 
Obiectul prezintă o orbită caracterizată de o semiaxă mare de 3,1682764453238 UAi, o excentricitate de 0,11096261352895, o înclinație de 9,7152953964042 ° în raport cu ecliptica.